# Понте-ді-П'яве
Понте-ді-П'яве (італ. Ponte di Piave, вен. Ponte de Piave) — муніципалітет в Італії, у регіоні Венето, провінція Тревізо.
Понте-ді-П'яве розташоване на відстані близько 430 км на північ від Рима, 33 км на північ від Венеції, 18 км на схід від Тревізо.
Населення — 8399 осіб (2014).

## Демографія
Населення за роками:

Станом на 1 січня 2023 року в муніципалітеті офіційно проживало 1258 іноземців з 48 країн, серед них 387 громадян країн Євросоюзу та 21 громадянин України.

## Сусідні муніципалітети
- Бреда-ді-П'яве
- К'ярано
- Мазерада-суль-П'яве
- Одерцо
- Ормелле
- Сальгареда
- Сан-Б'яджо-ді-Каллальта